# 佐賀県医療生活協同組合
佐賀県医療生活協同組合（さがけんいりょうせいかつきょうどうくみあい）は、佐賀県佐賀市に本部を置く医療生協である。
全日本民主医療機関連合会(民医連)に加盟している。

## 組合員数・出資金
- 組合員数：11,992世帯（2016年6月30日現在）[2]
- 出資金：2億5,197万3,000円（2016年6月30日現在）[2]

## 医科診療所
全医科診療所で無料低額診療事業を行っている。
- 神野診療所（佐賀県佐賀市神野東4-10-5）
  - 標榜診療科：内科 消化器科 循環器科 小児科 [3]
  - 許可病床：19床（一般）[3]
- 多久生協クリニック（佐賀県多久市東多久町別府3245-5）
  - 標榜診療科：内科、小児科[3]

## 介護事業所
- 医療生協デイサービスやまもと（佐賀県唐津市山本1398-1）
- 神野診療所ケアマネージメントサービス（佐賀市神野東4-10-36）